# Fresnes-sur-Escaut
Fresnes-sur-Escaut település Franciaországban, Nord megyében. Lakosainak száma 7473 fő (2022. január 1.). Fresnes-sur-Escaut Vieux-Condé, Vicq, Condé-sur-l’Escaut, Escautpont, Odomez, Onnaing és Quarouble községekkel határos.

## Népesség
A település népességének változása:
| Lakosok száma | 7623 | 7634 | 7661 | 7565 | 7532 | 7499 | 7453 | 7486 | 7473 |
|               | 2013 | 2015 | 2016 | 2017 | 2018 | 2019 | 2020 | 2021 | 2022 |